# Heydeniella mahunkai
Heydeniella mahunkai är en spindeldjursart som beskrevs av Wolfgang Karg 1979. Heydeniella mahunkai ingår i släktet Heydeniella och familjen Ologamasidae. Inga underarter finns listade i Catalogue of Life.